# Talik
Talik – warstwa gruntu, położona między warstwą wiecznej zmarzliny a gruntem świeżo zamarzającym, typowa dla strefy okołobiegunowej. Woda pozostająca w taliku przedostaje się przez spękania lodu i czasem tworzy naledź. Taliki są ważne dla miejscowej ludności, ze względu na możliwość pozyskiwania z nich wody.